# 学校法人東京電機大学
学校法人東京電機大学（がっこうほうじんとうきょうでんきだいがく）は、東京電機大学等を設置する学校法人。

## 設置校
- 東京電機大学
- 東京電機大学中学校・高等学校

## 廃止校
- 東京電機大学電機学校
- 東京電機大学短期大学

## 出版局
- 東京電機大学出版局